# Findlay Range
Die Findlay Range ist ein Gebirgszug im ostantarktischen Viktorialand. Sie verläuft parallel zur westlich gelegenen Lyttelton Range in den Admiralitätsbergen und reicht vom Grigg Peak bis zum Sorensen Peak.
Das New Zealand Antarctic Place-Names Committee benannte den Gebirgszug nach dem neuseeländischen Geologen Robert Hamish Findlay, Leiter einer Mannschaft des New Zealand Antarctic Research Program, die zwischen 1981 und 1982 im Gebiet dieses Gebirges tätig war.